# Massachusetts Woman Suffrage Association

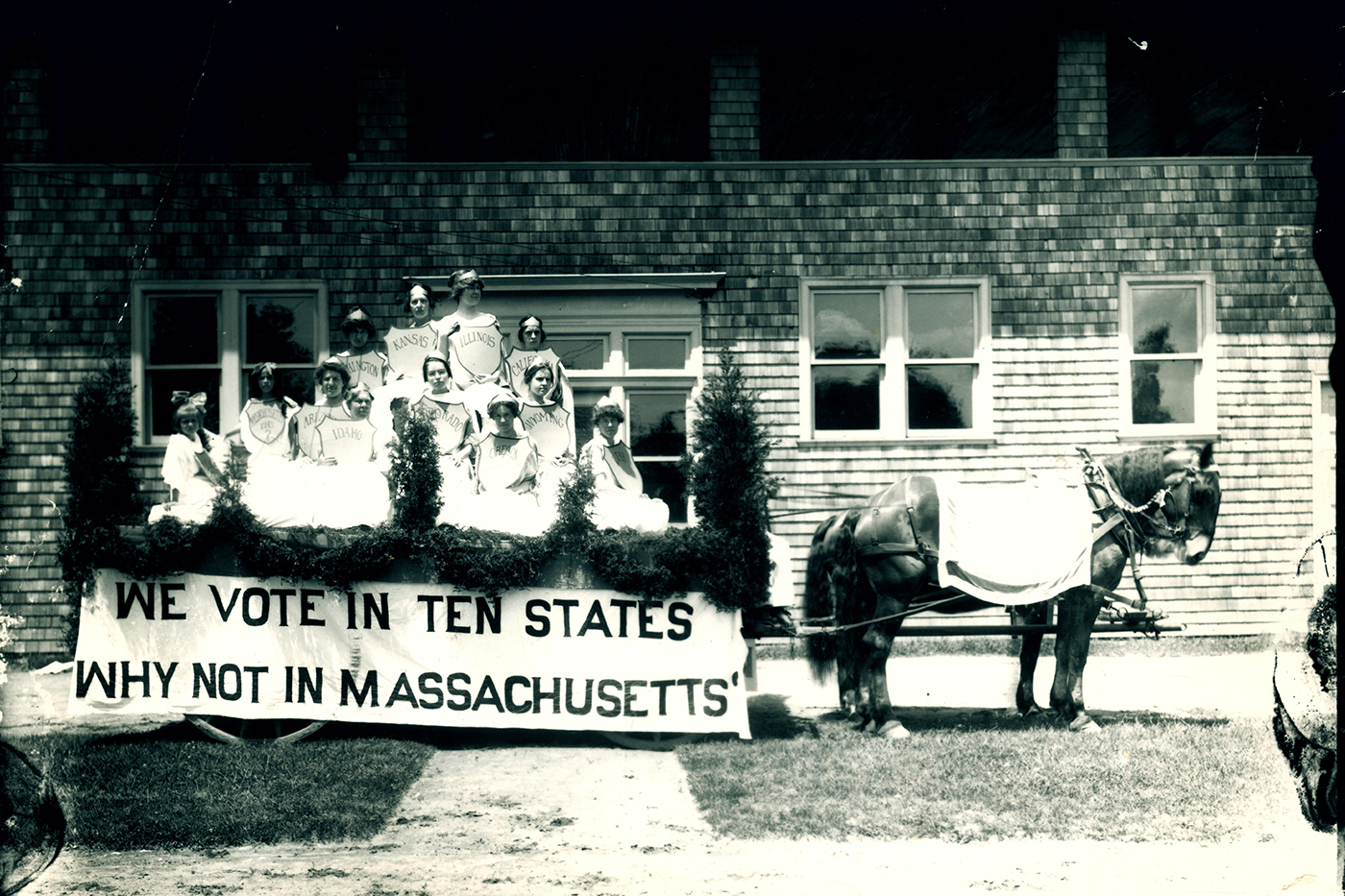
Si vota in dieci Stati, perché non in Massachusetts?

La Massachusetts Woman Suffrage Association (MWSA) era un'organizzazione americana dedicata al suffragio femminile nel Massachusetts. Fu attiva dal 1870 al 1919.

## Storia
La MWSA fu fondata nel 1870 dagli attivisti per il suffragio Julia Ward Howe, Lucy Stone, Henry Browne Blackwell e altri. Inizialmente era affiliata all'National American Woman Suffrage Association, fondata l'anno precedente, e successivamente divenne una sezione della National American Woman Suffrage Association (NAWSA). Una delle sue affiliate era la Cambridge Political Equality Association.
La MWSA fece pressione perché le donne ottenessero il voto e il diritto di essere funzionari di organizzazioni civiche come i consigli scolastici. Educò le persone sui diritti delle donne, organizzò manifestazioni pubbliche come raduni e parate e si coordinò con le associazioni di suffragio di altri stati. Tra le persone attive nella MWSA c'erano il medico Martha Ripley, l'attivista sociale Angelina Grimké, la riformatrice Ednah Dow Littlehale Cheney e la suffragista Susan Walker Fitzgerald.
Nel 1892 la recente fusione di diverse associazioni nazionali di suffragio e altri fattori spinsero Alice Stone Blackwell ed Ellen Battelle Dietrick a scrivere un nuovo statuto per la MWSA che ne ampliasse le capacità e la base di finanziamento: ad esempio rendendo possibile per la MWSA ottenere lasciti testamentari. La nuova MWSA fu costituita nel dicembre dello stesso anno. Un decennio dopo, nel 1901, si fuse con un'organizzazione di suffragio più piccola del Massachusetts, la National Suffrage Association of Massachusetts. Nel 1915 la MWSA contava oltre 58.000 membri. Tra le altre persone impegnate nell'organizzazione vi erano Margaret Foley, Sarah E. Wall e Jennie Maria Arms Sheldon. Durante il suo ultimo anno al Radcliffe College, Maud Wood Park fu invitata a parlare alla cena annuale.
Tra il 1904 e il 1915 la MWSA ebbe la sua sede al numero 6 di Marlborough Street nella Back Bay di Boston, in seguito sede della Women's Municipal League of Boston e poi casa del medico Louis Agassiz Shaw, Jr.
Nel 1920, dopo l'approvazione del 19° Emendamento della Costituzione che concesse il voto alle donne, la MWSA divenne la Massachusetts League of Women Voters.
I documenti relativi alla storia della MWSA sono conservati dalla Schlesinger Library del Radcliffe College.

## Personaggi di spicco
- Mary Chandler Atherton
- Margaret W. Campbell
- Eva Channing
- Ednah Dow Littlehale Cheney
- Martha E. Sewall Curtis
- Mary Dennett
- Ellen Battelle Dietrick
- Susan Walker Fitzgerald
- Margaret Foley
- Elizabeth Porter Gould
- Angelina Grimké
- Julia Ward Howe
- Martha Seavey Hoyt
- Mary Livermore
- Abigail Williams May
- Maud Wood Park
- Almira Hollander Pitman
- Martha Ripley
- Harriette R. Shattuck
- Jennie Maria Arms Sheldon
- Sarah E. Wall